# Międzynarodowy Żyd
Międzynarodowy Żyd – tytuł serii artykułów antysemickich publikowanych na łamach gazety „The Dearborn Independent” wydawanej przez amerykańskiego przemysłowca i producenta samochodów Henry’ego Forda w latach 20. XX wieku. Przez lata artykuły z tej serii były drukowane samodzielnie i rozprowadzane po świecie.

## Treść
Po publikacji w gazecie artykuły te zostały skompilowane w cztery tomy.
- Tom 1: Międzynarodowy żyd: Główny światowy problem (z roku 1920) The International Jew: The World’s Foremost Problem
Rozdziały:

1. Charakter Żyda i Żyd w interesie
2. Reakcja Niemców przeciwko Żydom
3. Historia Żydów w Stanach Zjednoczonych
4. Kwestia żydowska – fakt czy urojenie?
5. Czy antysemityzm pojawi się w Stanach Zjednoczonych?
6. Kwestia żydowska przedostaje się do czasopism
7. P. Brisbane bieży na odsiecz Żydom
8. Czy istnieje wszechświatowy program żydowski?
9. Historyczne podstawy żydowskiego imperializmu
10. Wstęp do „Protokołów żydowskich”
11. Żydowska ocena natury nieżydów
12. „Protokóły żydowskie” zostały częściowo wykonane
13. Żydowski plan rozbicia społeczeństwa za pomocą idei
14. Czy Żydzi przewidywali wojnę światową?
15. Czy żydowski kahał jest współczesnym „sowietem”?
16. W jaki sposób kwestia żydowska ujawniła się na wsi?
17. Czy potęga żydowska rządzi prasą?
18. Czy to tłumaczy polityczną potęgę Żydów?
19. Piętno wszechżydowskie na „czerwonej Rosji”
20. Głosy żydowskie w obronie bolszewizmu

- Tom 2: Żydowskie Działania w Stanach Zjednoczonych.  (z roku 1921) Jewish Activities in the United States
Rozdziały:

1. Jak Żydzi w Stanach Zjednoczonych ukrywają swoją siłę
2. Opinia Żydów o tym, czy Żydzi są narodem
3. Żydzi czy nieżydzi w nowojorskim świecie finansowym
4. Wzrost i spadek żydowskiej potęgi pieniężnej
5. Amerykański Disraeli. – Żyd nad-władca
6. Dążności do dyktatury żydowskiej w Stanach Zjednoczonych
7. Żydowscy królowie miedzi” zbierają ogromne zyski wojenne
8. Żydowska władza w teatrze amerykańskim
9. Powstanie pierwszego żydowskiego trustu teatralnego
10. Jak Żydzi finansowali protest przeciwko Żydom
11. Problemat kinematograficzny ze stanowiska żydowskiego
12. Zwierzchnictwo żydowskie w świecie kinematograficznym
13. Władza żydowskiego „Kehillah” opanowuje Nowy Jork
14. Żydzi żądają „praw” w Ameryce
15. „Prawa Żydów” w sprzeczności z prawami amerykańskimi
16. „Prawa żydowskie” do usunięcia ze szkół pewnych studiów
17. Disraeli, premier angielski charakteryzuje Żydów
18. Taft raz jeden spróbował oprzeć się Żydom – i musiał ustąpić
19. Gdy prasa była niezależna od Żydów
20. Czemu Żydom nie podoba się raport Morgenthau’a?
21. Żydzi za pośrednictwem konferencji pokojowej krępują Polskę
22. Obecny stan kwestii żydowskiej

- Tom 3: Żydowskie wpływy w życiu Amerykanów (z roku 1921) Jewish Influence in American Life
- Tom 4: Aspekty żydowskiej siły w Stanach Zjednoczonych (z roku 1922) Aspects of Jewish Power in the United States

## Proces o zniesławienie
W 1927 roku Aaron Sapiro – żydowski prawnik z San Francisco wytoczył proces o zniesławienie przeciwko gazecie Forda, w wyniku czego w grudniu 1927 roku Ford musiał gazetę zamknąć.